# Фуггерер, Вилли
Вилли Фуггерер (нем. Willi Fuggerer; 11 сентября 1941, Нюрнберг, нацистская Германия — 2 сентября 2015) — западногерманский велогонщик, бронзовый призёр Олимпийских игр в Токио (1964).

## Спортивная карьера
Выступал за клуб RC Herpersdorf. Обратил на себя внимание уже в 14-летнем возрасте, когда по своим скоростным качествам опережал более взрослых и опытных велогонщиков, Четыре года подряд выигрывал чемпионат Баварии, сначала среди юношей, а потом среди юниоров.
На протяжении своей карьеры становился девятикратным чемпионом ФРГ в различных дисциплинах: среди тандемов, в гонке на время и в спринте. После победы на национальном первенстве 1964 г. в паре с Клаусом Кобушом в соревнованиях тандемов был отобран на летние Олимпийские игры в Токио в том же году, где завоевал бронзовую медаль в составе объединенной германской команды. В полуфинале немцы обошли будущих олимпийских чемпионов из Италии, однако в одном из следующих заездов были дисквалифицированы за выход из коридора, выиграв в итоге в борьбе за третье место у голландских велогонщиков. В соревнованиях спринтеров дошёл до стадии четвертьфинала.
После окончания карьеры велогонщика работал тренером и консультантом в родном спортивном клубе RC Herpersdorf.